# Barbara Wagner (kunstschaatsster)
Barbara Aileen Wagner (Toronto, 5 mei 1938) is een voormalig Canadees kunstschaatsster. Samen met Robert Paul won Wagner vier wereldtitels in de periode 1957-1960. Wagner en Paul veroverden in 1960 olympisch goud.

## Belangrijke resultaten
| Kampioenschap | 1955  | 1956 | 1957 | 1958 | 1959 | 1960 |
| ------------- | ----- | ---- | ---- | ---- | ---- | ---- |
| OS paren      |       | 6e   |      |      |      | Goud |
| WK paren      | 5e    | 5e   | Goud | Goud | Goud | Goud |
| N-A paren     | Brons |      | Goud |      | Goud |      |